# Era de silenci
L'Era del silenci o Era silenciosa (en estonià: vaikiv ajastu) va ser el període comprès entre els anys 1934 i 1938 (o 1940, segons algunes interpretacions) de la història d'Estònia. Va començar amb un autocop preventiu dut a terme pel primer ministre Konstantin Päts el dia12 de març de 1934, amb l'objectiu d'evitar una presumpta presa de l'aparell estatal per part de l'influent Moviment Vaps, una organització política nacionalista formada per veterans de guerra.

## Antecedents

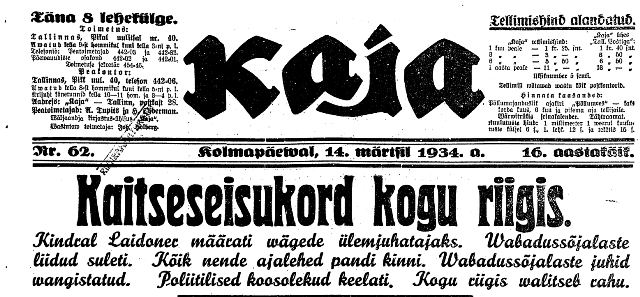
Peu de foto del diari Kaja anunciant el començament de l'estat de protecció dirigit pel general Laidoner el 14 de març de 1934.

En el tens clima polític que dominava Europa l'any 1934 —quan elements com Adolf Hitler i Benito Mussolini eren agafats com a models per moviments autoritaris i nacionalistes a diversos països—, molts dels líders de la República democràtica d'Estònia també consideraven que  representava una amenaça la possible presa del poder per part d'un grup similar, el Moviment Vaps. Al·legant l'existència d'aquest perill, el primer ministre Konstantin Päts, emparat en l'autoritat conferida per la recentment adoptada Constitució de 1933, va proclamar l'estat d'emergència nacional el 12 de març. Tot seguit, va nomenar el general Johan Laidoner -líder popular de la Guerra de l'Independència i opositor conegut del lideratge Vaps- com a comandant de les forces armades.
Es van dissoldre les organitzacions de veterans, es va arrestar més de 400 membres del moviment i es va prohibir tota activitat política organitzada al país. Així mateix, tots els membres del Moviment Vaps van ser destituïts dels càrrecs que tenien als governs locals, a tota l'administració pública i a la Lliga de Defensa. El parlament en funcions va aprovar immediatament aquestes mesures.
Tot i això, quan Päts va decretar l'ajornament de les eleccions previstes (tant per a Cap d'Estat com per al Parlament) per a la primavera de 1934 segons el que estipulava la nova constitució, va sorgir oposició durant una sessió especial convocada pel mateix parlament, atès que la constitució no permetia postergar les eleccions per decret. Päts, com a resposta, va suspendre permanentment aquesta sessió i va decidir governar per decret fins que es redactés i adoptés una nova constitució. D'aquesta manera, la presa del poder per part del govern de Päts va constituir un cop d'Estat de facto, però també de jure, ja que tot el procés va ser il·legal conforme a la constitució vigent el 1934.

## Usos del terme
El terme «era silenciosa» va ser introduït per primera vegada per Kaarel Eenpalu, primer ministre del país en el període 1938-39 i ferm partidari de Konstantin Päts. Amb el temps, però, el concepte s'ha emprat més sovint per descriure el silenciament de l'oposició al cercle governant de Päts. També reflecteix l'aparent consens nacional d'acceptar la supressió temporal de certs drets civils i polítics en nom de l'ordre, després d'anys d'inestabilitat política.
El govern de Päts no es va caracteritzar per una repressió especialment severa: gairebé tots els empresonats el 1934 van ser alliberats el 1938, i cap dels excaps d'Estat (Ants Piip, Juhan Kukk, Jaan Teemant i Jaan Tõnisson) que van signar el crític «Memoràndum dels Quatre Caps d'Estat publicat a un diari de la veïna Finlàndia l'octubre de 1936, en què demanaven a Päts la fi immediata de les restriccions als drets civils i polítics i el restabliment del govern democràtic— va ser assetjat pel seu govern. Quan es van celebrar eleccions parlamentàries el 1938 sota la nova constitució del 1937, els candidats opositors van aconseguir 16 escons dels 64 que conformaven la cambra baixa del Parlament.
Se sol considerar que «l'era silenciosa» va concloure amb l'entrada en vigor de la nova constitució l'1 de gener de 1938, o bé amb les eleccions parlamentàries celebrades el febrer d'aquell mateix any. Algunes fonts estenen el període fins a la invasió i ocupació soviètica d'Estònia el juny de 1940.